# Резинкино
Рези́нкино (рос. Резинкино, чув. Уйпуç Пушарпуç) — присілок у складі Цівільського району Чувашії, Росія. Входить до складу Друговурманкасинського сільського поселення.
Населення — 44 особи (2010; 51 у 2002).
Національний склад:
- чуваші — 100 %